# Roystonea
Roystonea ist eine Pflanzengattung innerhalb der Familie der Palmengewächse (Arecaceae). Roystonea ist die einzige Gattung der Tribus Roystoneeae. Die etwa zehn Arten sind in der Neotropis verbreitet. Die bekannteste ist die häufig als Zierpflanze angepflanzte Königspalme (Roystonea regia). Es sind einzelstämmige Palmen mit großen, gefiederten Blättern und einem aus den Blattscheiden gebildeten, auffälligen Kronenschaft.

## Beschreibung

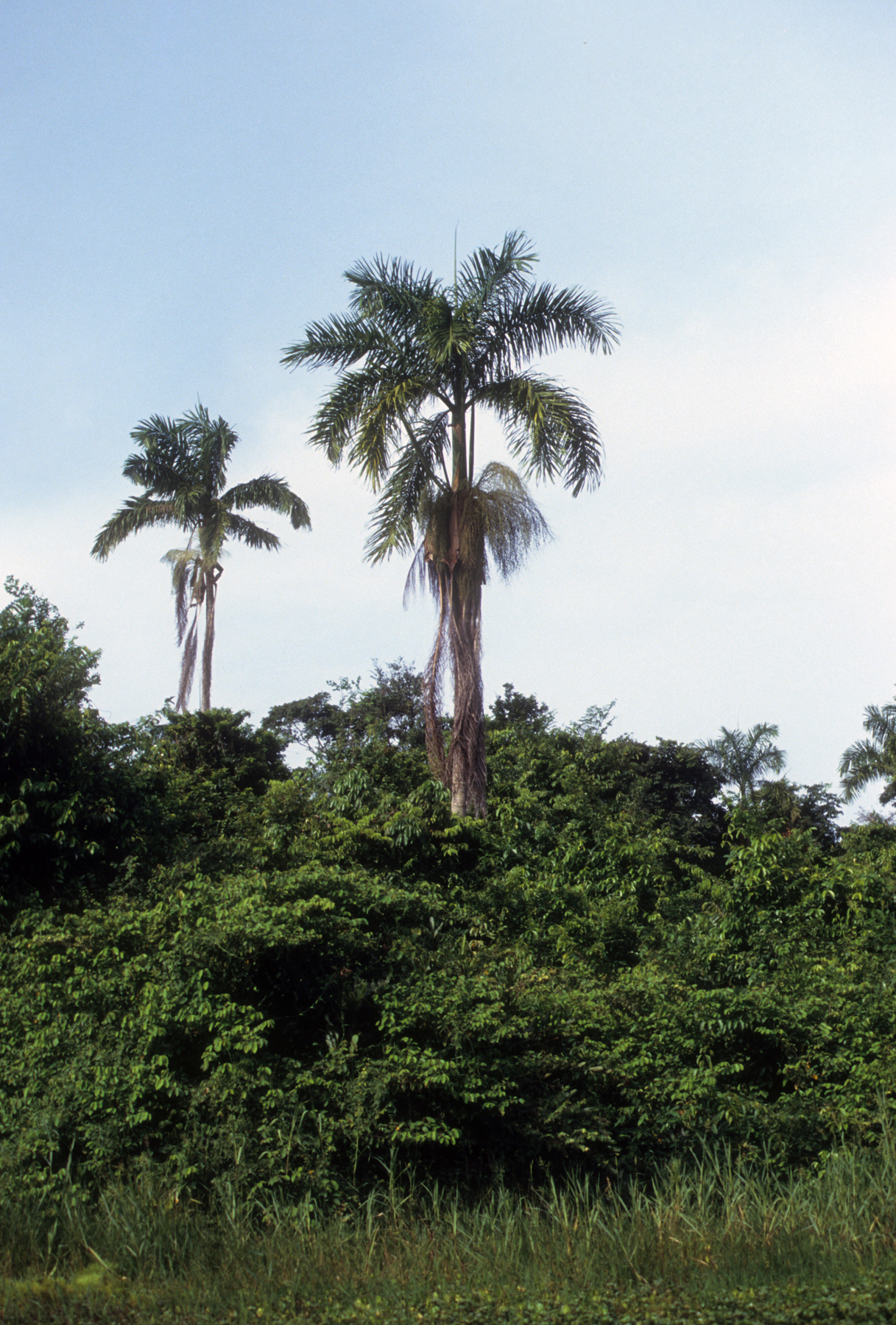
Roystonea dunlapiana

### Wurzeln
Die Wurzeln sind Adventivwurzeln, die am Stamm entstehen. Häufig entstehen sie knapp oberhalb der Bodenoberfläche und sind daher sichtbar. Wie bei den meisten Palmen sind die Wurzeln dick und verzweigt. Junge Wurzeln besitzen Wurzelhaare. An den Wurzeln sitzen kleine Knöllchen, die als Orte der Mykorrhiza-Infektion identifiziert wurden. Es handelt sich um Vesikulär-arbuskuläre Mykorrhiza.

### Stamm
Der Stamm der meisten Arten ist grau-weiß und eher kräftig. Er wird häufig mit Marmorsäulen verglichen. Ausnahmen sind Roystonea violacea mit violett-braunem Stamm sowie Roystonea borinquena und Roystonea altissima mit graubraunem oder zimtbraunem Stamm. Die Blattnarben sind meist deutlich sichtbar. Der Stamm der meisten Arten ist eher dick mit etwa 47 Zentimetern Brusthöhendurchmesser. Ausnahmen hiervon sind die schlanken Stämme von Roystonea altissima und Roystonea maisiana. Besonders die Stämme von Roystonea regia und Roystonea lenis sind häufig geschwollen. Stressbedingungen führen zu schlanken Stämmen, gute Wachstumsbedingungen zu dicken, weshalb sich entlang eines Stammes unregelmäßige Verdickungen und Verdünnungen finden können. Die Angaben über die maximale Höhe des Stammes sind recht unterschiedlich. Der größte Wert (ohne Kronenschaft) aus dem 20. Jahrhundert ist 38,7 Meter für ein Exemplar von Roystonea oleracea. 1838 wurde von einer 57 Meter hohen Palme berichtet. Noch frühere Berichte aus dem 17. Jahrhundert von 95 Meter und mehr werden als Übertreibungen gewertet. Junge Pflanzen beginnen erst zwei Jahre nach der Keimung, einen oberirdischen Stamm zu bilden.

### Blätter

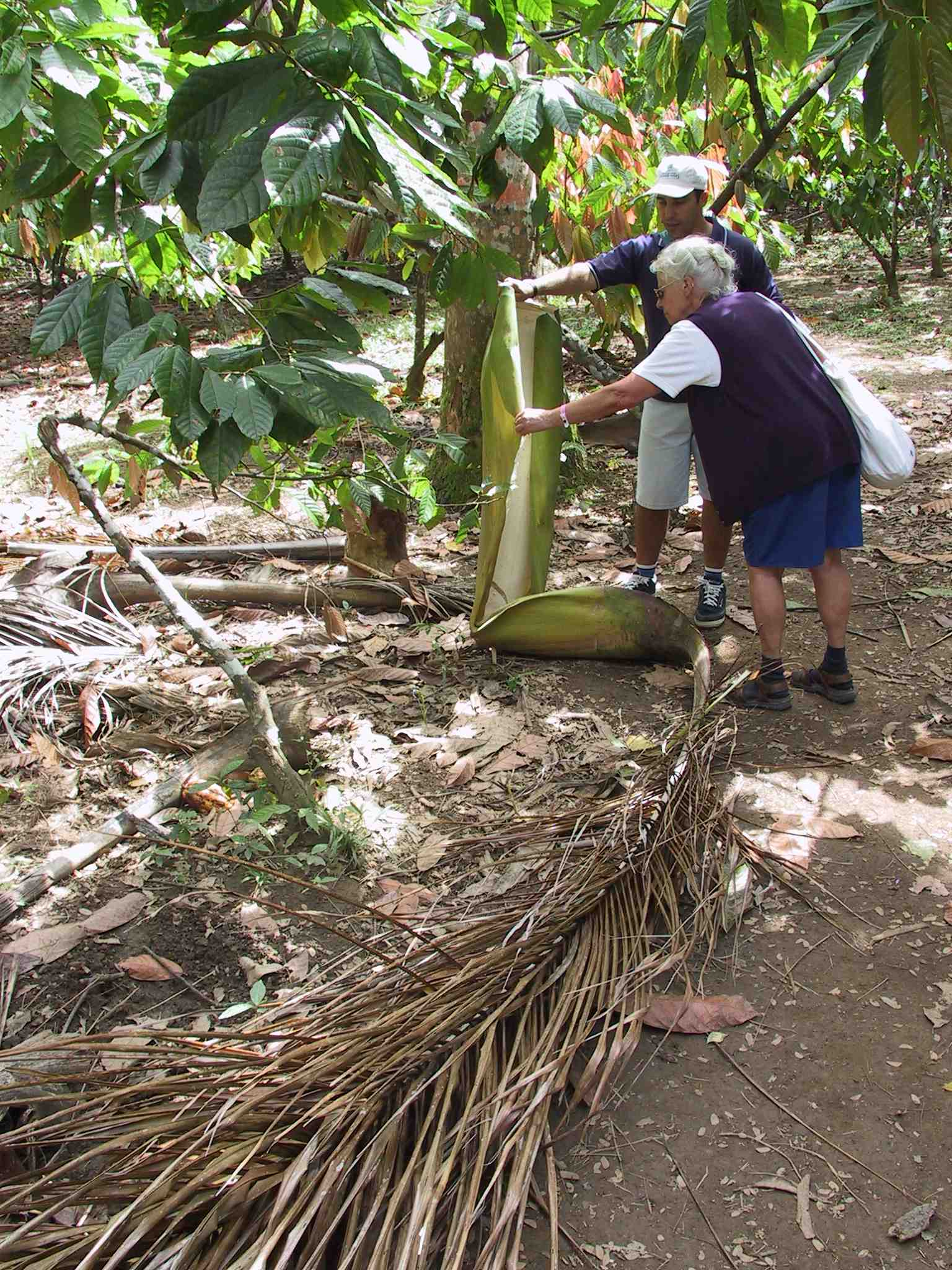
Abgefallenes Blatt von Roystonea regia, im Bild oben die Blattscheide

Die Blattscheiden bilden einen Kronenschaft, der bei allen Arten sehr auffällig und grün ist. Die Blätter sind fiedrig geteilt und stehen wechselständig oder spiralig angeordnet. Die einzelnen Blattfiederchen sind doppelt gefaltet. Die Enden der Fiedern sind spitz. Die nach außen weisende (abaxiale) Seite der Scheiden, der Blattstiel, die Rhachis sowie die Mittelrippen der Fiedern sind mit spreuartigen, mehrzelligen Schuppen bedeckt. Der Blattstiel ist bis 50 cm lang. Entlang der unteren zwei Drittel der Rhachis verläuft an ihrer Oberseite eine Gewebe-Leiste, die der Hastula von handförmig gefiederten Palmen (wie Sabal) ähnelt. Die Fiederchen stehen annähernd gegenständig entlang der Rhachis. Sie bilden keine einheitliche Ebene, was den Blättern ein fiederiges Aussehen verleiht. Die Fiederchen haben eine deutliche Mittelrippe. Des Weiteren sind normalerweise sechs Adern zweiter Ordnung und zwei randständige Adern zu erkennen. An den Blattflächen sitzen vielzellige Schuppenhaare mit mehrreihigen Stielen. Besonders dicht stehen sie entlang den Mittelrippen der Fiederchen. An Zelleinschlüssen kommen in den Blättern Raphiden und Silikatkörper vor. Spaltöffnungen sind auf die Blattunterseiten beschränkt.

### Blütenstand
Der Blütenstand erscheint zwischen den Blättern und besitzt ein kurzes Vorblatt und eine einzige, lederige Spatha, die den distalen Teil des Blütenstandsstiels sowie alle Seitenäste des Blütenstands einhüllt. In jeder Blattachsel der Krone wird ein einziger Blütenstand gebildet. Das Vorblatt ist meist doppelt gekielt und reißt durch das Wachstum der Spatha auf. Die Knospe des Blütenstands ist ellipsoidisch oder verkehrt-eiförmig bis spindelförmig, das Ende ist spitz. Die Spatha ist rund dreimal so lang wie das Vorblatt. Vor der Anthese reißt die Spatha längs auf, rollt sich ein und fällt schließlich ab. Die Blütenstandsachsen sind vor und während der Anthese weißlich und werden während der Fruchtreife grün. Der Blütenstand ist drei- bis vierfach verzweigt. An den Achsen werden verzweigte, farblose Haare gebildet, die sich noch vor der Anthese ablösen.

### Blüten

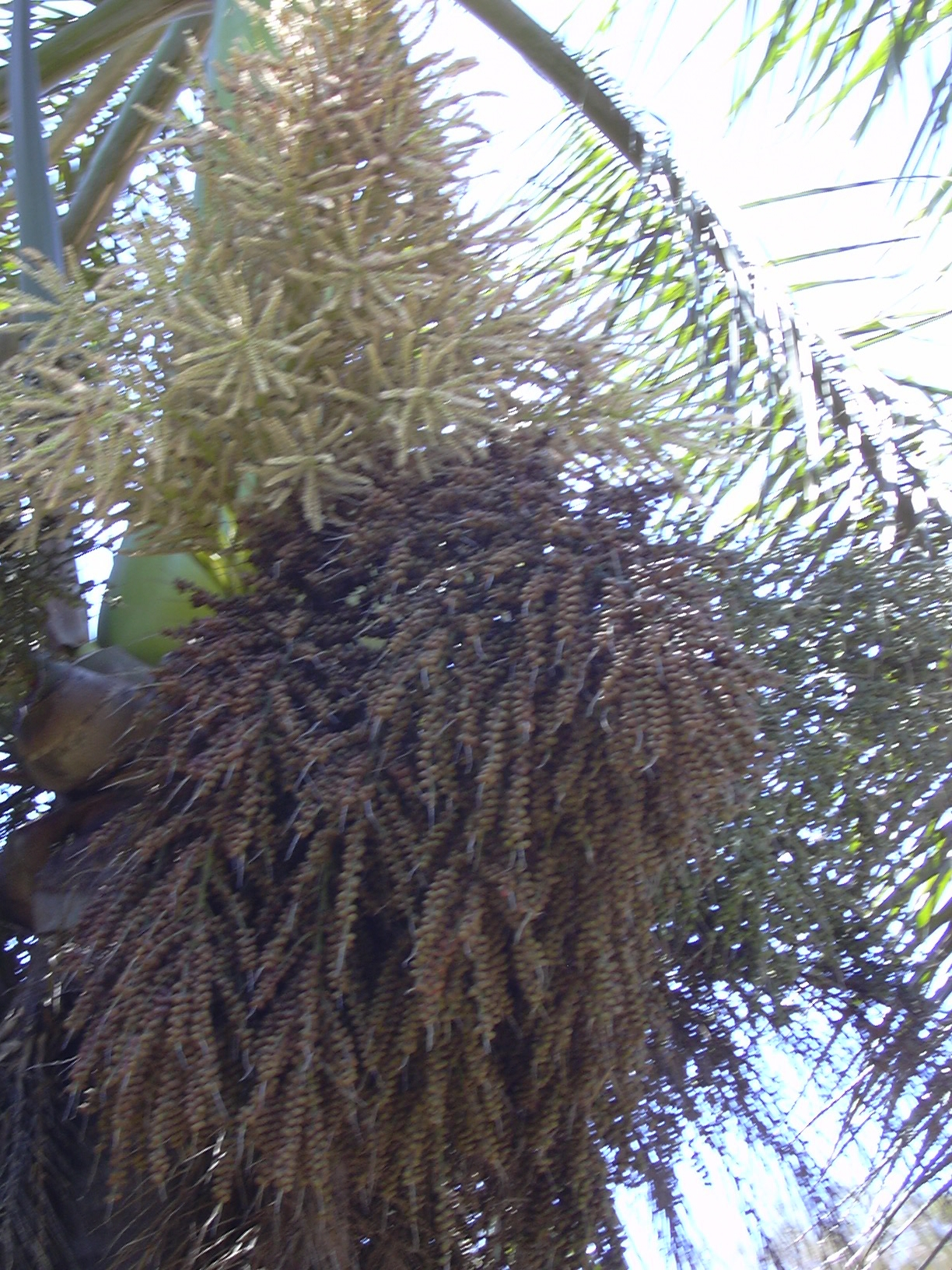
Fruchtstand von Roystonea regia

Die Blüten aller Arten sind eingeschlechtig und stehen an den Blütenstandsachsen in Dreiergruppen aus einer weiblichen Blüte und zwei seitlich stehenden männlichen. An den Enden der Achsen stehen nur männlichen Blüten. Die Blüten sind ungestielt.
Die männlichen Blüten der meisten Arten sind weiß. Bei Roystonea borinquena sind sie gelblich elfenbeinfarben mit purpurnen Antheren, bei Roystonea violacea und Roystonea altissima violett-purpurn. Die weiblichen Blüten sind meist weißlich mit grünen Stempeln, bei Roystonea violacea und Roystonea altissima ebenfalls purpurn. Männliche wie weibliche Blüten haben drei Kelchblätter. Diese überlagern sich derart, dass die Ränder eines Kelchblatts völlig von den anderen beiden verdeckt sind, die Ränder eines anderen sind beide sichtbar, beim dritten ist ein Rand sichtbar, der andere verdeckt. Die Kelchblätter der weiblichen Blüten sind einheitlich nierenförmig, während die Form bei den männlichen Blüten sich von Art zu Art unterscheidet. Die Kronblätter der männlichen Blüten sind oval und am unteren Ende verwachsen, erscheinen aber frei. Bei den weiblichen Blüten sind sie ungefähr zur Hälfte ihrer Länge verwachsen, dick, lederig und weisen einen sehr hohen Tanningehalt auf.
Die Staubblätter treten meist in Sechszahl auf, wobei Zahlen zwischen fünf und zehn vorkommen können. An ihrer Basis sind sie mit den Kronblättern als auch untereinander verwachsen. Die abaxiale (nach außen weisende) Seite der Antheren und die Konnektive sind bei allen Arten gefärbt. Die Antheren sind mehr oder weniger gerade, nur bei Roystonea oleracea gekrümmt. Die weiblichen Blüten besitzen einen Staminodienring, der etwa zur Hälfte seiner Höhe mit den Kronblättern verwachsen ist. Dieses Merkmal kommt nur bei dieser Gattung vor. Der Pollen ist monosulcat (hat eine längsgestreckte Keimfurche), seine Exine ist nicht perforiert und bildet ein Tectum. Die Oberfläche ist warzig bis runzelig. Die Größe der Pollenkörner beträgt 45 bis 49 µm.
Das Gynoeceum ist pseudomonomer: nur eine der drei Samenanlagen reift aus. In seltenen Fällen treten Früchte mit zwei Samen auf. Die Narbe wandert im Zuge des Wachstums der Frucht an die Basis derselben, sie wird daher als exzentrisch bezeichnet.

### Früchte und Samen
Die Früchte sind Steinfrüchte. Ihre Form reicht von kugelig über ellipsoidisch bis buckelig. Die Kelchblätter bleiben erhalten, ebenso Reste von Staminodien und Krone. Während der Reifung ändert sich die Farbe üblicherweise von Grün über Stumpfrot bis Dunkel-Purpur. Bei Roystonea borinquena reifen sie von Grün über Gelb-Braun zu Purpur. Das Exokarp ist glatt und schließt das ölige, fleischige Mesokarp ein. Das Endokarp ist brüchig bis hart. Am Endokarp sitzt eine papierene Schicht aus zahlreichen Fasern, die wahrscheinlich Teil des Mesokarps ist. Das Endokarp umschließt einen einzigen Samen. Der Same ist eiförmig bis ellipsoidisch. Die Raphe ist kreisförmig und deutlich sichtbar. Der kleine Embryo sitzt basal an der dorsalen Seite des Samens. Das Endosperm ist knöchern, weiß und einheitlich.

### Sämlinge
Die ersten beiden Blätter des Sämlings sind schuppenförmig. Ihnen folgt ein ungeteiltes, fein gesägtes Primärblatt. Es ist meist lineal-lanzettlich, kurz oder nicht gestielt und schwach gerippt.

## Blüten- und Diasporenökologie
Roystonea ist proterandrisch: die männlichen Blüten blühen zunächst an den Enden der Blütenstandsachsen auf, dann in Richtung Basis des Blütenstands. Die weiblichen Blüten blühen kurz nach den männlichen, die Blütezeit kann sich auch kurz überlappen. Die männlichen Blüten sind einen Tag lang geöffnet und fallen danach ab. Die Öffnungsdauer der weiblichen Blüten ist nicht bekannt. Über das Fortpflanzungssystem der einzelnen Arten ist nichts bekannt, zumindest einige dürften aber selbstkompatibel sein.
Die Bestäubung dürfte durch Insekten erfolgen, besonders durch Hymenopteren, vor allem Bienen. Anpassungen der Gattung an diese Bestäubungsform sind offene, rispige Blütenstände, die nicht durch die Spatha verdeckt sind, Blüte untertags, reichlich Nektar- und Pollenproduktion, sowie dünne Blütenteile. Pollen von Roystonea regia wurde im Magen von Fledermäusen gefunden, der Anteil von Fledermäusen an der Bestäubung wird aber als eher gering eingeschätzt. Mehrere Vogelarten sammeln Nektar an den Blüten von Roystonea borinquena, sie werden aber ebenfalls als unbedeutende Bestäuber eingeschätzt.
Verschiedene Vogel- und Fledermausarten wurden beobachtet, wie sie die Früchte, die die Diasporen darstellen, verzehren. Die farbigen, öligen Steinfrüchte werden in großen Mengen gebildet und dürften für viele Tiere eine wichtige Nahrungsgrundlage bilden.

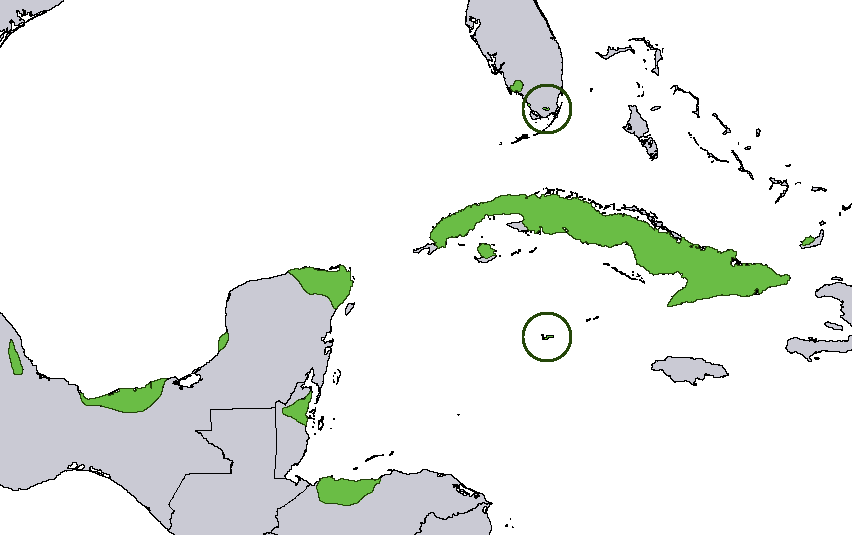
Verbreitung von Roystonea regia

## Vorkommen
Die Gattung Roystonea kommt auf den Inseln der Karibik sowie den umliegenden Gebieten auf dem Festland vor: Nord-Venezuela, Nord-Kolumbien, Zentralamerika, Süd-Mexiko und Florida.
Alle Arten benötigen tropisches oder subtropisches Klima, gegen Kälte sind sie empfindlich. In Kultur können sie Fröste aber überleben. Standorte sind die Ränder der tropischen Regenwälder, saisonal überflutete Savannen, offene Savannen, Sümpfe, Mangrovensümpfe und Flussufer. An trockenen Standorten gedeihen sie nicht. Roystonea oleracea steigt bis in eine Höhenlager von 1600 Meter, die anderen Arten bis maximal 800 Meter. Die meisten Arten wachsen auf kalkhaltigem Boden. Zudem benötigen sie nach dem Jugendstadium volles Sonnenlicht.

## Systematik

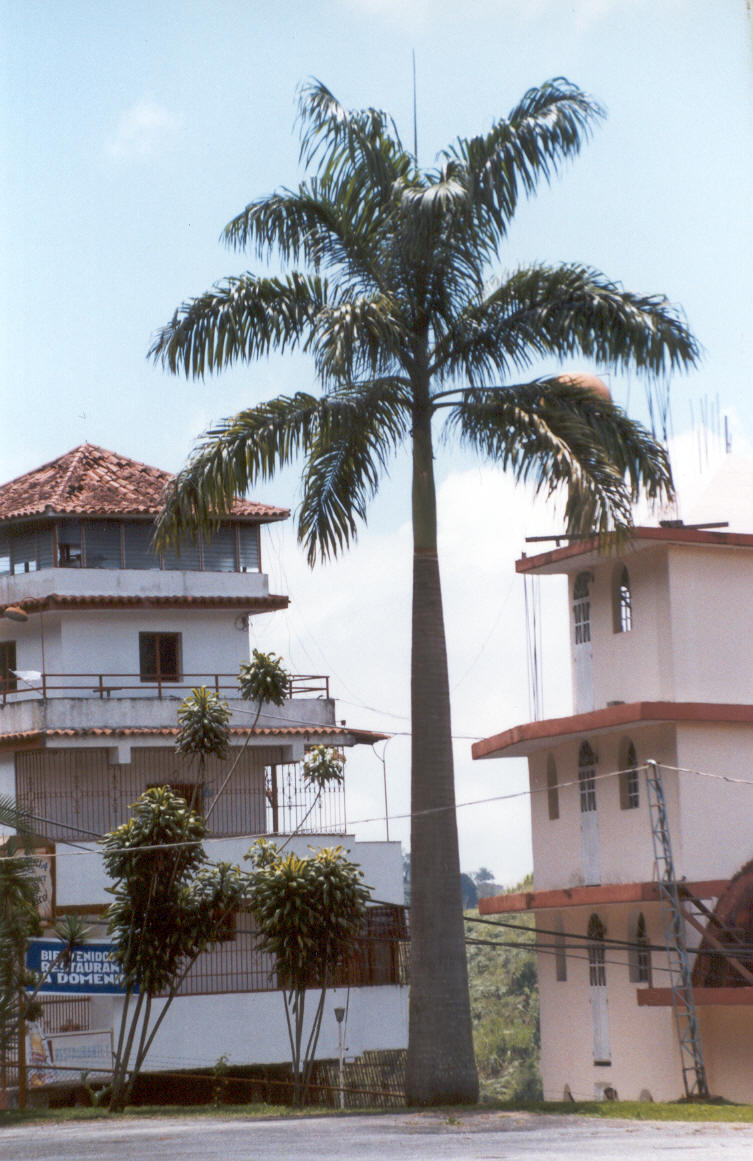
Roystonea oleracea in Venezuela

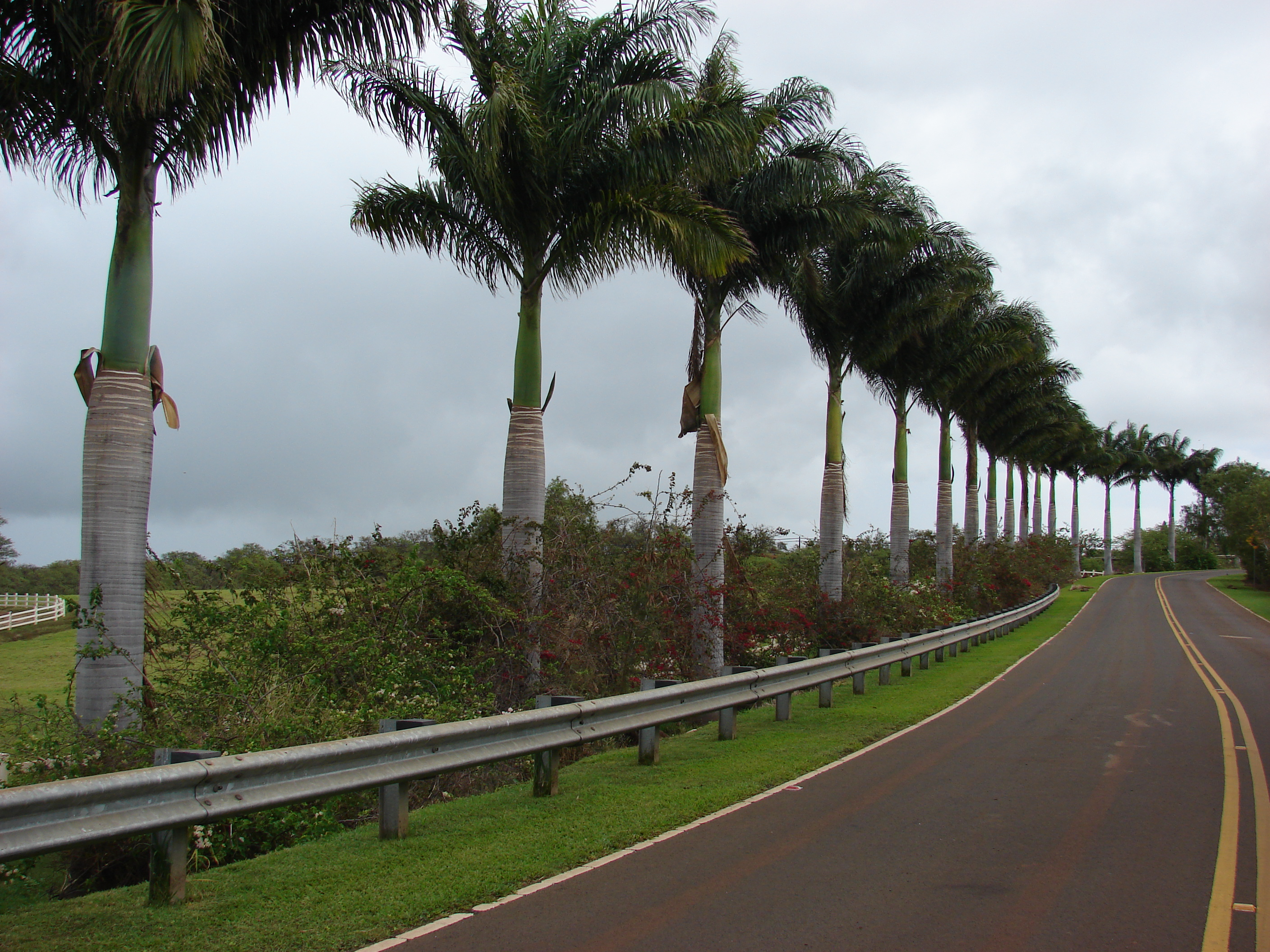
Königspalmen als Alleebäume auf Maui

Die Gattung Roystonea wurde 1900 von Orator Fuller Cook in Science Ser. II, Band 12, Seite 479 aufgestellt für die in Kuba endemische Königspalme (Roystonea regia), die bis dahin als Oreodoxa regia geführt worden war. Der Gattungsname Roystonea ehrt den US-amerikanischen General der Pioniere Roy Stone, der damals in Puerto Rico stationiert war. Dass Cook eine nur auf Kuba vorkommende Gattung nach einem in Puerto Rico stationierten Offizier benannte, liegt wahrscheinlich darin begründet, dass er bereits die Überführung der in Puerto Rico vorkommenden Art Oreodoxa oleracea in die neue Gattung plante. Dies fand 1901 statt. Eine erste Revision der Gattung Roystonea durch Liberty Hyde Bailey 1935 ergab neun Arten, davon drei neue. 1943 beschrieb Hermano León drei neue Arten aus Kuba, das damit zum Mannigfaltigkeitszentrum der Gattung wurde. Bailey anerkannte 1949 14 Arten. Paul H. Allen beschrieb 1952 zwei neue Arten aus Honduras. In seiner Monographie 1996 für die Flora Neotropica erkannte Scott Zona nur mehr 10 Arten an. Die kladistische Analyse durch Zona ergab auch, dass die verschiedenen vorgeschlagenen Untergliederungen der Gattung Roystonea hinfällig sind.
Die Gattung Roystonea O.F.Cook bildet alleine in die Tribus Roystoneeae in die Unterfamilie Arecoideae innerhalb der Familie Palmengewächse (Arecaceae).
Scott Zona akzeptierte 1996 in seiner Monographie der Gattung Roystonea zehn Arten, daran hat sich nichts geändert:
- Roystonea altissima (Mill.) H.E.Moore: Dieser Endemit kommt nur auf Jamaika vor.
- Roystonea borinquena O.F.Cook: Die Heimat erstreckt sich von Hispaniola bis zu den Jungferninseln.
- Roystonea dunlapiana P.H.Allen: Die Heimat ist das südöstliche Mexiko, Honduras und Nicaragua.
- Roystonea lenis León: Dieser Endemit kommt nur im östlichen Kuba vor.
- Roystonea maisiana (L.H.Bailey) Zona: Dieser Endemit kommt nur im östlichen Kuba vor.
- Roystonea oleracea (Jacq.) O.F.Cook: Das Verbreitungsgebiet erstreckt sich von den Kleinen Antillen bis Venezuela und Kolumbien.
- Roystonea princeps (Becc.) Burret: Dieser Endemit kommt nur im südwestlichen Jamaika vor.
- Königspalme (Roystonea regia (Kunth) O.F.Cook): Das Verbreitungsgebiet reicht vom südlichen Florida bis Mexiko, und Karibischen Inseln bis Belize und Honduras.
- Roystonea stellata León: Die Heimat war das östliche Kuba. Diese Art wurde 1941 letztmals gesammelt.
- Roystonea violacea León: Dieser Endemit kommt nur im östlichen Kuba vor.

## Nutzung
Von etlichen Arten werden die Stämme als Bauholz und die Blätter zum Decken von Dächern verwendet. Die Früchte werden an Schweine verfüttert. Die Königspalme (Roystonea regia) wird weltweit in den Tropen als Zierpflanze angepflanzt.

## Belege